# Internationale Deutsche Meisterschaften
El torneig de Berlín, conegut oficialment com a Internationale Deutsche Meisterschaften, actualment bett1open, és una competició tennística professional que es disputa sobre gespa al Rot-Weiss Tennis Club de Berlín, Alemanya.
Es tracta d'un dels torneigs femenins més antics i amb més història. Es va crear l'any 1896 a la ciutat d'Hamburg, sobre terra batuda i conjuntament amb el torneig masculí. En l'edició de 1979, es va separa de la competició masculina quan es va traslladar a Berlín Occidental, i Berlín després de la reunificació, fins que es va cancel·lar l'any 2008. Es va restablir el 2020 a Berlín, però va canviar la superfície a gespa, però l'edició inaugural no es va poder celebrar a causa de la pandèmia de COVID-19.
Ha estat patrocinat per Lufthansa, Eurocard, MasterCard, Total i bett1 al llarg de la seva història.

## Palmarès

### Individual femení
| Localització           | Any                     | Campiona                                          | Finalista                                         | Resultat                                          |
| ---------------------- | ----------------------- | ------------------------------------------------- | ------------------------------------------------- | ------------------------------------------------- |
| Berlín (gespa)         | WTA 500                 | WTA 500                                           | WTA 500                                           | WTA 500                                           |
| Berlín (gespa)         | 2025                    | Markéta Vondroušová                               | Wang Xinyu                                        | 7−6(10), 4−6, 6−2                                 |
| Berlín (gespa)         | 2024                    | Jessica Pegula                                    | Anna Kalinskaya                                   | 6−7(0), 6−4, 7−6(3)                               |
| Berlín (gespa)         | 2023                    | Petra Kvitová                                     | Donna Vekić                                       | 6−2, 7−6(6)                                       |
| Berlín (gespa)         | 2022                    | Ons Jabeur                                        | Belinda Bencic                                    | 6−3, 2−1, retirada                                |
| Berlín (gespa)         | 2021                    | Liudmila Samsonova                                | Belinda Bencic                                    | 1−6, 6−1, 6−3                                     |
| Berlín (gespa)         | WTA Premier             |                                                   |                                                   |                                                   |
| Berlín (gespa)         | 2020                    | Torneig suspès a causa de la pandèmia de COVID-19 | Torneig suspès a causa de la pandèmia de COVID-19 | Torneig suspès a causa de la pandèmia de COVID-19 |
| Berlín (terra batuda)  |                         |                                                   |                                                   |                                                   |
| 2019 − 2009            | No celebrat             | No celebrat                                       | No celebrat                                       |                                                   |
| WTA Tier I             |                         |                                                   |                                                   |                                                   |
| 2008                   | Dinara Safina           | Ielena Deméntieva                                 | 3−6, 6−2, 6−2                                     |                                                   |
| 2007                   | Ana Ivanović            | Svetlana Kuznetsova                               | 3−6, 6−4, 7−6(4)                                  |                                                   |
| 2006                   | Nàdia Petrova           | Justine Henin                                     | 4−6, 6−4, 7−5                                     |                                                   |
| 2005                   | Justine Henin (3)       | Nàdia Petrova                                     | 6−3, 4−6, 6−3                                     |                                                   |
| 2004                   | Amélie Mauresmo         | Venus Williams                                    | renúncia                                          |                                                   |
| 2003                   | Justine Henin           | Kim Clijsters                                     | 6−4, 4−6, 7−5                                     |                                                   |
| 2002                   | Justine Henin           | Serena Williams                                   | 6−2, 1−6, 7−6(5)                                  |                                                   |
| 2001                   | Amélie Mauresmo         | Jennifer Capriati                                 | 6−4, 2−6, 6−3                                     |                                                   |
| 2000                   | Conchita Martínez (2)   | Amanda Coetzer                                    | 6−1, 6−2                                          |                                                   |
| 1999                   | Martina Hingis          | Julie Halard-Decugis                              | 6−0, 6−1                                          |                                                   |
| 1998                   | Conchita Martínez       | Amélie Mauresmo                                   | 6−4, 6−4                                          |                                                   |
| 1997                   | Mary Joe Fernandez      | Mary Pierce                                       | 6−2, 3−6, 6−2                                     |                                                   |
| 1996                   | Steffi Graf (9)         | Karina Habšudová                                  | 4−6, 6−2, 7−5                                     |                                                   |
| 1995                   | Arantxa Sánchez Vicario | Magdalena Maleeva                                 | 6−4, 6−1                                          |                                                   |
| 1994                   | Steffi Graf             | Brenda Schultz                                    | 7−6(6), 6−4                                       |                                                   |
| 1993                   | Steffi Graf             | Gabriela Sabatini                                 | 7−6(3), 2−6, 6−4                                  |                                                   |
| 1992                   | Steffi Graf             | Arantxa Sánchez Vicario                           | 4−6, 7−5, 6−2                                     |                                                   |
| 1991                   | Steffi Graf             | Arantxa Sánchez Vicario                           | 6−3, 4−6, 7−6(6)                                  |                                                   |
| 1990                   | Monica Seles            | Steffi Graf                                       | 6−4, 6−3                                          |                                                   |
| 1989                   | Steffi Graf             | Gabriela Sabatini                                 | 6−3, 6−1                                          |                                                   |
| 1988                   | Steffi Graf             | Helena Suková                                     | 6−3, 6−2                                          |                                                   |
| 1987                   | Steffi Graf             | Claudia Kohde-Kilsch                              | 6−2, 6−3                                          |                                                   |
| 1986                   | Steffi Graf             | Martina Navrátilová                               | 6−2, 6−3                                          |                                                   |
| 1985                   | Chris Evert-Lloyd (2)   | Steffi Graf                                       | 6−4, 7−5                                          |                                                   |
| 1984                   | Claudia Kohde-Kilsch    | Kathleen Horvath                                  | 7−6(8), 6−1                                       |                                                   |
| 1983                   | Chris Evert-Lloyd       | Kathleen Horvath                                  | 6−4, 7−6(1)                                       |                                                   |
| 1982                   | Bettina Bunge           | Kathy Rinaldi                                     | 6−2, 6−2                                          |                                                   |
| 1981                   | Regina Maršíková        | Ivanna Madruga-Osses                              | 6−2, 6−1                                          |                                                   |
| 1980                   | No celebrat             | No celebrat                                       | No celebrat                                       |                                                   |
| 1979                   | Caroline Stoll          | Regina Maršíková                                  | 7−6(4), 6−0                                       |                                                   |
| Hamburg (terra batuda) | 1978                    | Mima Jaušovec                                     | Virginia Ruzici                                   | 6−2, 6−3                                          |
| Hamburg (terra batuda) | 1977                    | Laura duPont                                      | Heidi Eisterlehner                                | 6−1, 6−4                                          |
| Hamburg (terra batuda) | 1976                    | Sue Barker                                        | Renata Tomanová                                   | 6−3, 6−1                                          |
| Hamburg (terra batuda) | 1975                    | Renata Tomanová                                   | Kazuko Sawamatsu                                  | 7−6, 5−7, 10−8                                    |
| Hamburg (terra batuda) | 1974                    | Helga Masthoff (3)                                | Martina Navrátilová                               | 6−4, 5−7, 7−3                                     |
| Hamburg (terra batuda) | 1973                    | Helga Masthoff                                    | Pat Walkden Pretorius                             | 6−4, 6−1                                          |
| Hamburg (terra batuda) | 1972                    | Helga Masthoff                                    | Linda Tuero                                       | 6−3, 3−6 8−6                                      |
| Hamburg (terra batuda) | 1971                    | Billie Jean King                                  | Helga Masthoff                                    | 6−3, 6−2                                          |
| Hamburg (terra batuda) | 1970                    | Helga Hösl                                        | Helga Niessen                                     | 6−3, 6−3                                          |
| Hamburg (terra batuda) | 1969                    | Judy Tegart                                       | Helga Niessen                                     | 6−3, 6−4                                          |
| Hamburg (terra batuda) | 1968                    | Annette Van Zyl                                   | Judy Tegart                                       | 6−1, 7−5                                          |
| Hamburg (terra batuda) | 1967                    | Françoise Dürr                                    | Lesley Turner                                     | 6−4, 6−4                                          |
| Hamburg (terra batuda) | 1966                    | Margaret Smith (3)                                | Maria Bueno                                       | 8−6, 6−3                                          |
| Hamburg (terra batuda) | 1965                    | Margaret Smith                                    | Edda Buding                                       | 6−3, 6−2                                          |
| Hamburg (terra batuda) | 1964                    | Margaret Smith                                    | Maria Bueno                                       | 6−1, 6−1                                          |
| Hamburg (terra batuda) | 1963                    | Renée Schuurman                                   | Lesley Turner                                     | 6−4, 1−6, 6−3                                     |
| Hamburg (terra batuda) | 1962                    | Sandra Reynolds Price (3)                         | Ann Haydon                                        | 4−6, 6−3, 7−5                                     |
| Hamburg (terra batuda) | 1961                    | Sandra Reynolds                                   | Yola Ramírez                                      | 5−7, 7−5, 6−1                                     |
| Hamburg (terra batuda) | 1960                    | Sandra Reynolds                                   | Maria Bueno                                       | 7−5, 8−6                                          |
| Hamburg (terra batuda) | 1959                    | Edda Buding                                       | Zsuzsa Körmöczy                                   | renúncia                                          |
| Hamburg (terra batuda) | 1958                    | Lorraine Coghlan                                  | Shirley Bloomer                                   | 6−4, 7−5                                          |
| Hamburg (terra batuda) | 1957                    | Yola Ramírez                                      | Rosie Reyes                                       | 7−5, 6−3                                          |
| Hamburg (terra batuda) | 1956                    | Thelma Long                                       | Silvana Lazzarino                                 | 7−5, 6−2                                          |
| Hamburg (terra batuda) | 1955                    | Beryl Penrose                                     | Erika Vollmer                                     | 6−4, 6−4                                          |
| Hamburg (terra batuda) | 1954                    | Joy Mottram                                       | Inge Pohmann                                      | 2−6, 7−5, 6−2                                     |
| Hamburg (terra batuda) | 1953                    | Dorothy Knode                                     | Joy Mottram                                       | 6−0, 4−6, 6−4                                     |
| Hamburg (terra batuda) | 1952                    | Dorothy Head (2)                                  | Erika Vollmer                                     | 6−1, 6−3                                          |
| Hamburg (terra batuda) | 1951                    | Nancye Bolton                                     | Mary Terán de Weiss                               | 6−3, 6−3                                          |
| Hamburg (terra batuda) | 1950                    | Dorothy Head                                      | Ursula Heidtmann                                  | 6−3, 6−0                                          |
| Hamburg (terra batuda) | 1949                    | Mary Terán de Weiss                               | Inge Pohmann                                      | 6−2, 6−8, 9−7                                     |
| Hamburg (terra batuda) | 1948                    | Ursula Rosenow                                    | Inge Pohmann                                      | 6−2, 8−6                                          |
| Hamburg (terra batuda) | 1947 − 1940             | No celebrat per la Segona Guerra Mundial          | No celebrat per la Segona Guerra Mundial          | No celebrat per la Segona Guerra Mundial          |
| Hamburg (terra batuda) | 1939                    | Hilde Sperling (6)                                | Hella Kovac                                       | 6−0, 6−1                                          |
| Hamburg (terra batuda) | 1938                    | Hilde Sperling                                    | Margot Lumb                                       | 6−1, 6−0                                          |
| Hamburg (terra batuda) | 1937                    | Hilde Sperling                                    | Marie-Louise Horn                                 | 4−6, 6−2, 6−2                                     |
| Hamburg (terra batuda) | 1936                    | No celebrat                                       | No celebrat                                       | No celebrat                                       |
| Hamburg (terra batuda) | 1935                    | Hilde Sperling                                    | Cilly Aussem                                      | 9−7, 6−0                                          |
| Hamburg (terra batuda) | 1934                    | Hilde Sperling                                    | Cilly Aussem                                      | 6−2, 6−3                                          |
| Hamburg (terra batuda) | 1933                    | Hilde Krahwinkel                                  | Sylvie Jung Henrotin                              | 6−2, 6−1                                          |
| Hamburg (terra batuda) | 1932                    | Lolette Payot                                     | Hilde Krahwinkel                                  | 6−2, 1−6, 6−4                                     |
| Hamburg (terra batuda) | 1931                    | Cilly Aussem (3)                                  | Irmgard Rost                                      | 6−1, 6−2                                          |
| Hamburg (terra batuda) | 1930                    | Cilly Aussem                                      | Hilde Krahwinkel                                  | 6−4, 6−4                                          |
| Hamburg (terra batuda) | 1929                    | Paula von Reznicek                                | Violet Chamberlain                                | 6−2, 4−6, 6−0                                     |
| Hamburg (terra batuda) | 1928                    | Daphne Akhurst                                    | Cilly Aussem                                      | 2−6, 6−0, 6−4                                     |
| Hamburg (terra batuda) | 1927                    | Cilly Aussem                                      | Ilse Friedleben                                   | 6−3, 6−3                                          |
| Hamburg (terra batuda) | 1926                    | Ilse Friedleben (6)                               | Nelly Neppach                                     | 5−7, 6−4, 6−2                                     |
| Hamburg (terra batuda) | 1925                    | Nelly Neppach                                     | Ilse Friedleben                                   | 2−6, 6−4, 10−8                                    |
| Hamburg (terra batuda) | 1924                    | Ilse Friedleben                                   | Nelly Neppach                                     |                                                   |
| Hamburg (terra batuda) | 1923                    | Ilse Friedleben                                   | Nelly Neppach                                     |                                                   |
| Hamburg (terra batuda) | 1922                    | Ilse Friedleben                                   | Nelly Neppach                                     |                                                   |
| Hamburg (terra batuda) | 1921                    | Ilse Friedleben                                   | Daisy Uhl                                         | 9−7, 6−1                                          |
| Hamburg (terra batuda) | 1920                    | Ilse Friedleben                                   |                                                   |                                                   |
| Hamburg (terra batuda) | 1919 − 1914             | No celebrat per la Primera Guerra Mundial         | No celebrat per la Primera Guerra Mundial         | No celebrat per la Primera Guerra Mundial         |
| Hamburg (terra batuda) | 1913                    | Dora Köring (2)                                   |                                                   | 6−4, 6−4                                          |
| Hamburg (terra batuda) | 1912                    | Dora Köring                                       |                                                   | 6−2 6−2                                           |
| Hamburg (terra batuda) | 1911                    | Mieken Rieck (2)                                  |                                                   | 6−1, 4−6, 6−1                                     |
| Hamburg (terra batuda) | 1910                    | Mieken Rieck                                      |                                                   | 6−1, 6−3                                          |
| Hamburg (terra batuda) | 1909                    | Anita Heimann                                     |                                                   | 6−4, 0−6, 6−4                                     |
| Hamburg (terra batuda) | 1908                    | Margit von Madarasz (2)                           | Salusbury                                         | 2−6, 6−4, 6−0                                     |
| Hamburg (terra batuda) | 1907                    | Margit von Madarasz                               |                                                   | 7−5, 0−6, 6−2                                     |
| Hamburg (terra batuda) | 1906                    | Luise Berton                                      |                                                   | 4−6, 6−3, 6−1                                     |
| Hamburg (terra batuda) | 1905                    | Elsie Lane (3)                                    | K. Krug                                           | 6−0, 6−1                                          |
| Hamburg (terra batuda) | 1904                    | Elsie Lane                                        | L. Bergmann                                       | 6−3, 6−0                                          |
| Hamburg (terra batuda) | 1903                    | Violet Pinckney                                   | Hilda Meyer                                       | 6−2, 6−1                                          |
| Hamburg (terra batuda) | 1902                    | Mary Ross                                         | Hilda Meyer                                       | 8−6, 6−0                                          |
| Hamburg (terra batuda) | 1901                    | Toupie Lowther                                    | Gladys Dudell                                     | 6−0, 6−0                                          |
| Hamburg (terra batuda) | 1900                    | Blanche Hillyard (2)                              | Muriel Robb                                       | 2−6, 8−6, 7−5                                     |
| Hamburg (terra batuda) | 1899                    | Charlotte Cooper                                  | Clara von der Schulenburg                         | 7−5, 6−4                                          |
| Hamburg (terra batuda) | 1898                    | Elsie Lane                                        | Toupie Lowther                                    | 7−5, 7−5                                          |
| Hamburg (terra batuda) | 1897                    | Blanche Hillyard                                  | Charlotte Cooper                                  | 6−3, 6−2, 6−2                                     |
| Hamburg (terra batuda) | 1896                    | Maren Thomsen                                     | E. Lantzius                                       | 6−3, 6−2, 7−5                                     |

### Dobles femenins
| Localització           | Any                                       | Campiones                                          | Finalistes                                        | Resultat                                          |
| ---------------------- | ----------------------------------------- | -------------------------------------------------- | ------------------------------------------------- | ------------------------------------------------- |
| Berlín (gespa)         | WTA 500                                   | WTA 500                                            | WTA 500                                           | WTA 500                                           |
| Berlín (gespa)         | 2025                                      | Tereza Mihalíková Olivia Nicholls                  | Sara Errani Jasmine Paolini                       | 4−6, 6−2, [10−6]                                  |
| Berlín (gespa)         | 2024                                      | Wang Xinyu Zheng Saisai                            | Chan Hao-ching Veronika Kudermétova               | 6−2, 7−5                                          |
| Berlín (gespa)         | 2023                                      | Caroline Garcia Luisa Stefani                      | Kateřina Siniaková Markéta Vondroušová            | 4−6, 7−6(8), [10−4]                               |
| Berlín (gespa)         | 2022                                      | Storm Sanders Kateřina Siniaková                   | Alizé Cornet Jil Teichmann                        | 6−4, 6−3                                          |
| Berlín (gespa)         | 2021                                      | Arina Sabalenka Viktória Azàrenka                  | Nicole Melichar Demi Schuurs                      | 4−6, 7−5, [10−4]                                  |
| Berlín (gespa)         | WTA Premier                               |                                                    |                                                   |                                                   |
| Berlín (gespa)         | 2020                                      | Torneig suspès a causa de la pandèmia de COVID-19  | Torneig suspès a causa de la pandèmia de COVID-19 | Torneig suspès a causa de la pandèmia de COVID-19 |
| Berlín (terra batuda)  |                                           |                                                    |                                                   |                                                   |
| 2019 − 2009            | No celebrat                               | No celebrat                                        | No celebrat                                       |                                                   |
| WTA Tier I             |                                           |                                                    |                                                   |                                                   |
| 2008                   | Cara Black Liezel Huber                   | Núria Llagostera Vives María José Martínez Sánchez | 6−2, 6−2                                          |                                                   |
| 2007                   | Lisa Raymond Samantha Stosur              | Tathiana Garbin Roberta Vinci                      | 6−3, 6−4                                          |                                                   |
| 2006                   | Yan Zi Zheng Jie                          | Ielena Deméntieva Flavia Pennetta                  | 6−2, 6−3                                          |                                                   |
| 2005                   | Elena Likhovtseva Vera Zvonariova         | Cara Black Liezel Huber                            | 3−6, 6−3, 6−1                                     |                                                   |
| 2004                   | Nàdia Petrova Meghann Shaughnessy         | Janette Husárová Conchita Martínez                 | 6−2, 2−6, 6−1                                     |                                                   |
| 2003                   | Virginia Ruano Pascual Paola Suárez       | Kim Clijsters Ai Sugiyama                          | 6−3, 4−6, 6−4                                     |                                                   |
| 2002                   | Ielena Deméntieva Janette Husárová        | Daniela Hantuchová Arantxa Sánchez Vicario         | 0−6, 7−6(3), 6−2                                  |                                                   |
| 2001                   | Els Callens Meghann Shaughnessy           | Cara Black Elena Likhovtseva                       | 6−4, 6−3                                          |                                                   |
| 2000                   | Conchita Martínez Arantxa Sánchez Vicario | Amanda Coetzer Corina Morariu                      | 3−6, 6−2, 7−6(7)                                  |                                                   |
| 1999                   | Alexandra Fusai Nathalie Tauziat          | Jana Novotná Patricia Tarabini                     | 6−3, 7−5                                          |                                                   |
| 1998                   | Lindsay Davenport Nataixa Zvéreva         | Alexandra Fusai Nathalie Tauziat                   | 6−3, 6−0                                          |                                                   |
| 1997                   | Lindsay Davenport Jana Novotná            | Gigi Fernández Nataixa Zvéreva                     | 6−2, 3−6, 6−2                                     |                                                   |
| 1996                   | Meredith McGrath Larisa Neiland           | Martina Hingis Helena Suková                       | 6−1, 5−7, 7−6                                     |                                                   |
| 1995                   | Amanda Coetzer Inés Gorrochategui         | Larisa Neiland Gabriela Sabatini                   | 4−6, 7−6, 6−2                                     |                                                   |
| 1994                   | Gigi Fernández Nataixa Zvéreva (2)        | Jana Novotná Arantxa Sánchez Vicario               | 6−3, 7−6                                          |                                                   |
| 1993                   | Gigi Fernández Nataixa Zvéreva            | Debbie Graham Brenda Schultz                       | 6−1, 6−3                                          |                                                   |
| 1992                   | Jana Novotná Larisa Neiland               | Gigi Fernández Nataixa Zvéreva                     | 7−6, 4−6, 7−5                                     |                                                   |
| 1991                   | Larisa Neiland Nataixa Zvéreva            | Nicole Provis Elna Reinach                         | 6−3, 6−3                                          |                                                   |
| 1990                   | Nicole Provis Elna Reinach                | Hana Mandlíková Jana Novotná                       | 6−2, 6−1                                          |                                                   |
| 1989                   | Elizabeth Smylie Janine Thompson          | Lise Gregory Gretchen Rush                         | 5−7, 6−3, 6−2                                     |                                                   |
| 1988                   | Isabelle Demongeot Nathalie Tauziat       | Claudia Kohde-Kilsch Helena Suková                 | 6−2, 4−6, 6−4                                     |                                                   |
| 1987                   | Claudia Kohde-Kilsch Helena Suková (2)    | Catarina Lindqvist Tine Scheuer-Larsen             | 6−1, 6−2                                          |                                                   |
| 1986                   | Steffi Graf Helena Suková                 | Martina Navrátilová Andrea Temesvári               | 7−5, 6−2                                          |                                                   |
| 1985                   | Claudia Kohde-Kilsch Helena Suková        | Steffi Graf Catherine Tanvier                      | 6−4, 6−1                                          |                                                   |
| 1984                   | Anne Hobbs Candy Reynolds                 | Kathleen Horvath Virginia Ruzici                   | 6−3, 4−6, 7−6                                     |                                                   |
| 1983                   | Jo Durie Anne Hobbs                       | Claudia Kohde-Kilsch Eva Pfaff                     | 6−4, 7−6                                          |                                                   |
| 1982                   | Liz Gordon Beverly Mould                  | Bettina Bunge Claudia Kohde-Kilsch                 | 6−3, 6−4                                          |                                                   |
| 1981                   | Rosalyn Fairbank Tanya Harford            | Sue Barker Renáta Tomanová                         | 6−3, 6−4                                          |                                                   |
| 1980                   | No celebrat                               | No celebrat                                        | No celebrat                                       |                                                   |
| 1979                   | Rosie Casals Wendy Turnbull               | Evonne Goolagong Kerry Reid                        | 6−2, 7−5                                          |                                                   |
| Hamburg (terra batuda) | 1978                                      | Mima Jaušovec Virginia Ruzici                      | Katja Ebbinghaus Helga Masthoff                   | 6−4, 5−7, 6−0                                     |
| Hamburg (terra batuda) | 1977                                      | Linky Boshoff Ilana Kloss (2)                      | Regina Maršíková Renáta Tomanová                  | 2−6, 6−4, 7−5                                     |
| Hamburg (terra batuda) | 1976                                      | Linky Boshoff Ilana Kloss                          | Laura duPont Wendy Turnbull                       | 4−6, 7−5, 6−1                                     |
| Hamburg (terra batuda) | 1975                                      | Dianne Fromholtz Renáta Tomanová                   | Paulina Peisachov Kazuko Sawamatsu                | 6−3, 6−2                                          |
| Hamburg (terra batuda) | 1974                                      | Raquel Giscafré Helga Schultze                     | Martina Navrátilová Renáta Tomanová               | 6−3, 6−2                                          |
| Hamburg (terra batuda) | 1973                                      | Helga Masthoff Heide Schildknecht (2)              | Kristien Kemmer Laura Rossouw                     | 6−1, 6−2                                          |
| Hamburg (terra batuda) | 1972                                      | Helga Masthoff Heide Schildknecht                  | Wendy Overton Valerie Ziegenfuss                  | 6−3, 2−6, 6−0                                     |
| Hamburg (terra batuda) | 1971                                      | Rosie Casals Billie Jean King                      | Helga Masthoff Heide Schildknecht                 | 6−2, 6−1                                          |
| Hamburg (terra batuda) | 1970                                      | Karen Krantzcke Kerry Melville                     | Winnie Shaw Virginia Wade                         | 6−0, 6−1                                          |
| Hamburg (terra batuda) | 1969                                      | Helga Masthoff Judy Tegart                         | Edda Buding Helga Schultze                        | 6−1, 6−4                                          |
| Hamburg (terra batuda) | 1968                                      | Annette Van Zyl Pat Walkden                        | Winnie Shaw Judy Tegart                           | 6−3, 7−5                                          |
| Hamburg (terra batuda) | 1967                                      | Judy Tegart Lesley Turner                          | Françoise Dürr Gail Sherriff                      | 8−6, 6−1                                          |
| Hamburg (terra batuda) | 1966                                      | Ann Haydon-Jones Margaret Smith                    | Norma Baylon Annette Van Zyl                      | 6−3, 6−2                                          |
| Hamburg (terra batuda) | 1965                                      | Margaret Smith Lesley Turner (2)                   | Maria Bueno Françoise Dürr                        | 6−3, 6−1                                          |
| Hamburg (terra batuda) | 1964                                      | Margaret Smith Lesley Turner                       | Norma Baylon Helga Schultze                       | 6−2, 3−6, 6−2                                     |
| Hamburg (terra batuda) | 1963                                      |                                                    |                                                   |                                                   |
| Hamburg (terra batuda) | 1962                                      |                                                    |                                                   |                                                   |
| Hamburg (terra batuda) | 1961                                      | Sandra Reynolds Renee Schuurman                    | Margaret Smith Lesley Turner                      | 7−5, 6−4                                          |